# Carl Gegenbaur
Carl Gegenbaur (21. srpna 1826 ve Würzburgu – 14. června 1903 v Heidelbergu) byl německý anatom působící jako profesor na univerzitách v Jeně a v Heidelbergu. Podporoval Darwinovu teorii a ukázal význam srovnávací anatomie pro potvrzení a rekonstrukci evoluce. Jeho kniha Grundzüge der vergleichenden Anatomie (1859, česky doslovně "Základy srovnávací anatomie") se ve své době stala standardní učebnicí evoluční morfologie. Gegenbaur v ní postuloval, že nejspolehlivějším vodítkem pro rekonstrukci evoluční historie jsou homologie, anatomické části se stejným evolučním původem.

## Vznik ptáků
Gegenbaur má význam také pro dějiny paleontologie obratlovců. Jako jeden z prvních měl možnost detailně zkoumat fosilii "praptáka" druhu Archaeopteryx lithographica. V roce 1863 pak dokonce správně označil druhohorní teropodní dinosaury jako přímé vývojové předky ptáků, jedná se tedy o nejstarší (byť ještě v té době neakceptovanou) precizněji zformulovanou hypotézu o původu ptáků.

## Dílo
výběr
- Erlebtes und Erstrebtes. Engelmann, Leipzig 1901.
- Untersuchungen zur vergleichenden Anatomie der Wirbelsäule bei Amphibien und Reptilien. Leipzig 1862.
- Über das Skelet der Gliedmassen der Wirbeltiere im Allgemeinen und der Hintergliedmassen der Selachier insbesondere. In: Jenaische Z. Med. Naturwiss. 5, 1870, S. 397–447.
- Ueber die Kopfnerven von Hexanchus und ihr Verhältnis zur „Wirbeltheorie des Schädels. In: Jenaische Z. Med. Naturwiss. 6, 1871, S. 497–559.
- Untersuchungen zur vergleichenden Anatomie der Wirbeltiere. 3. Heft: Das Kopfskelet der Selachier, als Grundlage zur Beurtheilung der Genese des Kopfskeletes der Wirbelthiere. Verlag von Wilhelm Engelmann, Leipzig 1972.
- Über das Archipterygium. In: Jenaische Z. Med. Naturwiss. 7, 1872, S. 131–141.
- Die Stellung und Bedeutung der Morphologie. In: Morphol. Jahrb. 1, 1876, S. 1–19.
- Grundriss der vergleichenden Anatomie. 2. Ausgabe. Leipzig 1878.
- Die Metamerie des Kopfes und die Wirbeltheorie des Kopfskeletes, im Lichte der neueren Untersuchungen betrachtet und geprüft. In: Morphol. Jahrb. 13, 1888, S. 1–114.
- Ontogenie und Anatomie, in ihren Wechselbeziehungen betrachtet. In: Morphol. Jahrb. 15, 1889, S. 1–9.
- Die Metamerie des Kopfes und die Wirbeltheorie des Kopfskeletes im Lichte der neueren Untersuchungen betrachtet und geprüft. In: Morphol. Jahrb. XIII, 1888.

## Ocenění
Organismy nesoucí Gegenbaurovo jméno:
- Atelocystis gegenbauri Haeckel, 1896
- Dolioletta gegenbauri Uljanin, 1884
- Eutima gegenbauri Haeckel, 1864
- Thliptodon gegenbauri Boas, 1886
- Leptocephalus gegenbauri Kaup, 1856
- Leucosolenia gegenbauri Haeckel, 1870